# Sâm Tây Bá Lợi Á
Sâm Tây Bá Lợi hay Sâm Liên Xô (Eleutherococcus senticosus họ Araliaceae) có tác dụng:
- Tăng sức lao động trí óc và chân tay, chống mỏi mệt.
- Chống lão hóa, cải thiện chức năng của não ở người lớn tuổi, tăng khả năng tập trung trí tuệ, tăng trí nhớ.
- Tăng khả năng thích nghi, phòng vệ đối với những kích thích có hại. Nó vừa làm hồi phục huyết áp ở cơ thể choáng do mất máu, vừa có thể làm hạ huyết áp ở người huyết áp cao, chống ACTH làm tuyến thượng thận phì đại, chống corticoid làm teo thượng thận.
- Vừa có thể làm hạ đường huyết cao do ăn uống, vừa có thể nâng cao trạng thái đường huyết hạ do insulin gây nên.
- Tăng cường khả năng miễn dịch của cơ thể.
- Tăng lực co bóp tim
- Kích thích hormon sinh dục nam cũng như nữ.
- Tăng chuyển hóa lipid, ngăn ngừa sự phát sinh cholesterol cao nên ngăn ngừa được sự hình thành xơ vữa động mạch.
- Làm giảm tác hại của chất phóng xạ.
- Tác dụng bảo vệ gan, gia tăng chức năng giải độc của gan, nâng cao thị lực.